# Pegomya hyperparasitica
Pegomya hyperparasitica este o specie de muște din genul Pegomya, familia Anthomyiidae, descrisă de Mark Deyrup în anul 1989.
Este endemică în Washington. Conform Catalogue of Life specia Pegomya hyperparasitica nu are subspecii cunoscute.